# Сан-Мікел-да-Флубіа
Сан-Міке́л-да-Флубіа́ (кат. Sant Miquel de Fluvià) - муніципалітет, розташований в Автономній області Каталонія, в Іспанії. Знаходиться у районі (кумарці) Алт-Ампурда провінції Жирона, згідно з новою адміністративною реформою перебуватиме у складі Баґарії (округи) Жирона.

## Населення
Населення міста (у 2007 р.) становить 710 осіб (з них менше 14 років - 14,9%, від 15 до 64 - 67,2%, понад 65 років - 17,9%). У 2006 р. народжуваність склала 1 особа, смертність - 5 осіб, зареєстровано 1 шлюб. У 2001 р. активне населення становило 245 осіб, з них безробітних - 41 особа.

Серед осіб, які проживали на території міста у 2001 р., 391 народилися в Каталонії (з них 268 осіб у тому самому районі, або кумарці), 185 осіб приїхало з інших областей Іспанії, а 45 осіб приїхало з-за кордону. 

Університетську освіту має 5,2% усього населення. 

У 2001 р. нараховувалося 212 домогосподарств (з них 15,6% складалися з однієї особи, 28,8% з двох осіб,19,8% з 3 осіб, 23,6% з 4 осіб, 9,4% з 5 осіб, 1,4% з 6 осіб, 0,9% з 7 осіб, 0,5% з 8 осіб і 0% з 9 і більше осіб).

Активне населення міста у 2001 р. працювало у таких сферах діяльності : у сільському господарстві - 5,9%, у промисловості - 19,1%, на будівництві - 31,9% і у сфері обслуговування - 43,1%. 

 У муніципалітеті або у власному районі (кумарці) працює 88 осіб, поза районом - 141 особа.

### Безробіття
У 2007 р. нараховувалося 29 безробітних (у 2006 р. - 32 безробітних), з них чоловіки становили 44,8%, а жінки - 55,2%.

## Економіка

### Підприємства міста

#### Промислові підприємства
| \| Промислові підприємства міста, за сферою діяльності \| Промислові підприємства міста, за сферою діяльності \| Промислові підприємства міста, за сферою діяльності \| \| Рік \| 2002 р. \| 2001 р. \| \| --------------------------------------------------- \| --------------------------------------------------- \| --------------------------------------------------- \| \| Енергетичні та водні ресурси \| 0% \| 0% \| \| Хімія та метали \| 0% \| 0% \| \| Переробка металів \| 0% \| 0% \| \| Продукти харчування \| 50% \| 50% \| \| Текстиль \| 0% \| 0% \| \| Виробництво меблів, видання \| 50% \| 50% \| \| Інше \| 0% \| 0% \| \| Усього підприємств \| 2 \| 2 \| |         |         |
| Промислові підприємства міста, за сферою діяльності |         |         |
| Рік | 2002 р. | 2001 р. |
| Енергетичні та водні ресурси | 0%      | 0%      |
| Хімія та метали | 0%      | 0%      |
| Переробка металів | 0%      | 0%      |
| Продукти харчування | 50%     | 50%     |
| Текстиль | 0%      | 0%      |
| Виробництво меблів, видання | 50%     | 50%     |
| Інше | 0%      | 0%      |
| Усього підприємств | 2       | 2       |

#### Роздрібна торгівля
| \| Підприємства роздрібної торгівлі міста, за сферою діяльності \| Підприємства роздрібної торгівлі міста, за сферою діяльності \| Підприємства роздрібної торгівлі міста, за сферою діяльності \| \| Рік \| 2002 р. \| 2001 р. \| \| ------------------------------------------------------------ \| ------------------------------------------------------------ \| ------------------------------------------------------------ \| \| Продукти харчування \| 37,5% \| 33,3% \| \| Одяг та взуття \| 0% \| 0% \| \| Товари для дому \| 0% \| 11,1% \| \| Книги та періодичні видання \| 0% \| 0% \| \| Промислова хімічна продукція \| 12,5% \| 11,1% \| \| Продукція, пов'язана з транспортними засобами \| 12,5% \| 11,1% \| \| Інше \| 37,5% \| 33,3% \| \| Усього підприємств \| 8 \| 9 \| |         |         |
| Підприємства роздрібної торгівлі міста, за сферою діяльності |         |         |
| Рік | 2002 р. | 2001 р. |
| Продукти харчування | 37,5%   | 33,3%   |
| Одяг та взуття | 0%      | 0%      |
| Товари для дому | 0%      | 11,1%   |
| Книги та періодичні видання | 0%      | 0%      |
| Промислова хімічна продукція | 12,5%   | 11,1%   |
| Продукція, пов'язана з транспортними засобами | 12,5%   | 11,1%   |
| Інше | 37,5%   | 33,3%   |
| Усього підприємств | 8       | 9       |

#### Сфера послуг
| \| Підприємства міста, що працюють у сфері послуг, за діяльністю \| Підприємства міста, що працюють у сфері послуг, за діяльністю \| Підприємства міста, що працюють у сфері послуг, за діяльністю \| \| Рік \| 2002 р. \| 2001 р. \| \| ------------------------------------------------------------- \| ------------------------------------------------------------- \| ------------------------------------------------------------- \| \| Гуртова торгівля \| 10% \| 8,3% \| \| Готелі та готельний бізнес \| 30% \| 33,3% \| \| Транспорт та зв'язок \| 20% \| 16,7% \| \| Посередницькі фінансові послуги \| 0% \| 0% \| \| Послуги підприємствам \| 10% \| 8,3% \| \| Послуги фізичним особам \| 20% \| 16,7% \| \| Нерухомість та ін. \| 10% \| 16,7% \| \| Усього підприємств \| 10 \| 12 \| |         |         |
| Підприємства міста, що працюють у сфері послуг, за діяльністю |         |         |
| Рік | 2002 р. | 2001 р. |
| Гуртова торгівля | 10%     | 8,3%    |
| Готелі та готельний бізнес | 30%     | 33,3%   |
| Транспорт та зв'язок | 20%     | 16,7%   |
| Посередницькі фінансові послуги | 0%      | 0%      |
| Послуги підприємствам | 10%     | 8,3%    |
| Послуги фізичним особам | 20%     | 16,7%   |
| Нерухомість та ін. | 10%     | 16,7%   |
| Усього підприємств | 10      | 12      |

## Житловий фонд
У 2001 р. 2,8% усіх родин (домогосподарств) мали житло метражем до 59 м², 17,5% - від 60 до 89 м², 53,3% - від 90 до 119 м² і
26,4% - понад 120 м².

З усіх будівель у 2001 р. 63,7% було одноповерховими, 34,5% - двоповерховими, 1,9
% - триповерховими, 0% - чотириповерховими, 0% - п'ятиповерховими, 0% - шестиповерховими,
0% - семиповерховими, 0% - з вісьмома та більше поверхами.

## Автопарк
| \| Автомобілі, зареєстровані у місті, за призначенням \| Автомобілі, зареєстровані у місті, за призначенням \| Автомобілі, зареєстровані у місті, за призначенням \| \| Рік \| 2006 р. \| 2005 р. \| \| -------------------------------------------------- \| -------------------------------------------------- \| -------------------------------------------------- \| \| Приватні автомобілі \| 69,7% \| 70,2% \| \| Мотоцикли \| 6,3% \| 5,3% \| \| Вантажівки \| 21,5% \| 22,8% \| \| Трактори \| 0,9% \| 0,9% \| \| Автобуси та ін. \| 1,6% \| 0,7% \| \| Усього автомобілів \| 568 шт. \| 544 шт. \| |         |         |
| Автомобілі, зареєстровані у місті, за призначенням |         |         |
| Рік | 2006 р. | 2005 р. |
| Приватні автомобілі | 69,7%   | 70,2%   |
| Мотоцикли | 6,3%    | 5,3%    |
| Вантажівки | 21,5%   | 22,8%   |
| Трактори | 0,9%    | 0,9%    |
| Автобуси та ін. | 1,6%    | 0,7%    |
| Усього автомобілів | 568 шт. | 544 шт. |

## Вживання каталанської мови
У 2001 р. каталанську мову у місті розуміли 95,6% усього населення (у 1996 р. - 98,8%), вміли говорити нею 74,6% (у 1996 р. - 
72,8%), вміли читати 73,6% (у 1996 р. - 74,6%), вміли писати 40,8
% (у 1996 р. - 15,1%). Не розуміли каталанської мови 4,4%.

## Політичні уподобання
У виборах до Парламенту Каталонії у 2006 р. взяло участь 248 осіб (у 2003 р. - 295 осіб). Голоси за політичні сили розподілилися таким чином:
| \| Вибори до Парламенту Каталонії \| Вибори до Парламенту Каталонії \| Вибори до Парламенту Каталонії \| \| Рік \| 2006 р. \| 2003 р. \| \| -------------------------------------- \| ------------------------------ \| ------------------------------ \| \| Конвергенція та Єднання (CiU) \| 24,2% \| 29,2% \| \| Соціалістична партія Каталонії (PSC) \| 47,2% \| 43,4% \| \| Народна партія (PP) \| 8,5% \| 7,8% \| \| Ініціатива за зелену Каталонію (IC) \| 4% \| 4,1% \| \| Республіканська лівиця Каталонії (ERC) \| 12,9% \| 12,9% \| \| Громадянська партія (C's) \| 2% \| 0% \| \| Інші \| 1,2% \| 2,7% \| |         |         |
| Вибори до Парламенту Каталонії |         |         |
| Рік | 2006 р. | 2003 р. |
| Конвергенція та Єднання (CiU) | 24,2%   | 29,2%   |
| Соціалістична партія Каталонії (PSC) | 47,2%   | 43,4%   |
| Народна партія (PP) | 8,5%    | 7,8%    |
| Ініціатива за зелену Каталонію (IC) | 4%      | 4,1%    |
| Республіканська лівиця Каталонії (ERC) | 12,9%   | 12,9%   |
| Громадянська партія (C's) | 2%      | 0%      |
| Інші | 1,2%    | 2,7%    |

У муніципальних виборах у 2007 р. взяло участь 409 осіб (у 2003 р. - 342 особи). Голоси за політичні сили розподілилися таким чином:
| \| Муніципальні вибори \| Муніципальні вибори \| Муніципальні вибори \| \| Рік \| 2007 р. \| 2003 р. \| \| -------------------------------------- \| ------------------- \| ------------------- \| \| Конвергенція та Єднання (CiU) \| 0% \| 0% \| \| Соціалістична партія Каталонії (PSC) \| 62,6% \| 36% \| \| Народна партія (PP) \| 0% \| 0% \| \| Ініціатива за зелену Каталонію (IC) \| 37,4% \| 0% \| \| Республіканська лівиця Каталонії (ERC) \| 0% \| 0% \| \| Громадянська партія (C's) \| 0% \| 0% \| \| Інші \| 0% \| 64% \| |         |         |
| Муніципальні вибори |         |         |
| Рік | 2007 р. | 2003 р. |
| Конвергенція та Єднання (CiU) | 0%      | 0%      |
| Соціалістична партія Каталонії (PSC) | 62,6%   | 36%     |
| Народна партія (PP) | 0%      | 0%      |
| Ініціатива за зелену Каталонію (IC) | 37,4%   | 0%      |
| Республіканська лівиця Каталонії (ERC) | 0%      | 0%      |
| Громадянська партія (C's) | 0%      | 0%      |
| Інші | 0%      | 64%     |